# Medium Mark C
Medium Mark C var en brittisk stridsvagn som utvecklades under första världskriget. Den blev dock inte klar för tjänst innan krigsslutet. Den var tänkt som ersättare åt Mk A Whippet och utkonkurrerade Medium Mark B i det hänseendet. Beväpning utgjordes av fyra kulsprutor som satt i det icke roterande tornet. Besättningen uppgick till fyra man: vagnchef, förare, mekaniker och skytt. I likhet med annan ny stridsvagnsutrustning hölls Medium Mark C noga utanför strid under mellankrigstiden; den enda operativa användningen var under kravallerna vid George Square i Skottland.